# Copa de Chipre del Norte
La Copa de fútbol del Norte de Chipre también llamada Copa de la Federación de fútbol (en turco, Federasyon Kupası) es la principal copa nacional de fútbol en Chipre del Norte y el segundo torneo en importancia en el país por debajo de la Liga Birinci. 
La copa fue establecida en 1956 y está organizada por la Federación turca de fútbol de Chipre.

## Palmarés

### Kıbrıs Kupası
| Temporada | Campeón            | Resultado         | Finalista          |
| --------- | ------------------ | ----------------- | ------------------ |
| 1956      | Çetinkaya Türk     | 3-2               | Dogan Türk Birligi |
| 1957      | Çetinkaya Türk     | 4-3               | Dogan Türk Birligi |
| 1958      | Çetinkaya Türk     | 2-1               | Yenicami Ağdelen   |
| 1959      | Çetinkaya Türk     | 6-0               | Gençlik Gücü       |
| 1960      | Çetinkaya Türk     | 2-0               | Gençlik Gücü       |
| 1961      | Magusa Türk Gücü   | 2-1               | Yenicami Ağdelen   |
| 1962      | Yenicami Ağdelen   | 5-2               | Baf Ülkü Yurdu     |
| 1963      | Çetinkaya Türk     | 3-0               | Küçük Kaymakli     |
| 1964-1968 | Copa no disputada  | Copa no disputada | Copa no disputada  |
| 1969      | Çetinkaya Türk     | 3-1               | Yenicami Ağdelen   |
| 1970      | Çetinkaya Türk     | 2-0               | Yenicami Ağdelen   |
| 1971      | Gönyeli            | 2-0               | Gençlik Gücü       |
| 1972      | Lefke              | 4-0               | Baf Ülkü Yurdu     |
| 1973      | Yenicami Ağdelen   | 4-1               | Gönyeli            |
| 1974      | Yenicami Ağdelen   | 1-0               | Gönyeli            |
| 1976      | Çetinkaya Türk     | 3-0               | Baf Ülkü Yurdu     |
| 1977      | Magusa Türk Gücü   | 3-0               | Gönyeli            |
| 1978      | Doğan Türk Birliği | 3-0               | Yenicami Ağdelen   |
| 1979      | Magusa Türk Gücü   | 2-0               | Gönyeli            |
| 1980      | Küçük Kaymakli     | 1-0               | Magusa Türk Gücü   |
| 1981      | Gençlik Gücü       | 4-1, 1-0          | Yenicami Ağdelen   |
| 1982      | Türk Ocagi         | 1-0, 1-2          | Küçük Kaymakli     |
| 1983      | Magusa Türk Gücü   | 3-0, 1-2          | Gönyeli            |
| 1984      | Türk Ocagi         | 0-0, 2-0          | Gönyeli            |
| 1985      | Gönyeli            | 1-2, 2-0          | Dogan Türk Birligi |
| 1986      | Küçük Kaymakli     | 1-1, 1-0          | Magusa Türk Gücü   |
| 1987      | Magusa Türk Gücü   | 3-3, 2-0          | Yalova             |
| 1988      | Küçük Kaymakli     | 2-0, 1-2          | Dogan Türk Birligi |

### Federasyon Kupası
| Temporada | Campeón            | Resultado      | Finalista          |
| --------- | ------------------ | -------------- | ------------------ |
| 1989      | Yenicami Ağdelen   | 0-0 3-2        | Dogan Türk Birligi |
| 1990      | Türk Ocagi         | 1-0            | Dogan Türk Birligi |
| 1991      | Çetinkaya Türk     | 2-0            | Küçük Kaymakli     |
| 1992      | Çetinkaya Türk     | 4-1            | Binatli Yılmaz     |
| 1993      | Çetinkaya Türk     | 3-2            | Gençlik Gücü       |
| 1994      | Yalova TSK         | 1-0            | Gaziveren          |
| 1995      | Gönyeli            | 6-0            | Girne Halk Evi     |
| 1996      | Çetinkaya Türk     | 4-0            | Akincilar          |
| 1997      | Küçük Kaymakli     | 3-0            | Gönyeli            |
| 1998      | Gönyeli            | 3-1            | Çetinkaya Türk     |
| 1999      | Çetinkaya Türk     | 4-2            | Gönyeli            |
| 2000      | Gönyeli            | 5-2            | Esentepe           |
| 2001      | Çetinkaya Türk     | 4-1            | Küçük Kaymakli     |
| 2002      | Küçük Kaymakli     | 3-2            | Gönyeli            |
| 2003      | Yenicami Ağdelen   | 2-1            | Magusa Türk Gücü   |
| 2004      | Küçük Kaymakli     | 2-1            | Yenicami Ağdelen   |
| 2005      | Binatlı Yılmaz     | 2-1            | Gönyeli            |
| 2006      | Çetinkaya Türk     | 4-0            | Ozanköy            |
| 2007      | Türk Ocagi         | 4-0            | Tatlisu            |
| 2008      | Gönyeli            | 5-1            | Esentepe           |
| 2009      | Gönyeli            | 3-0            | Küçük Kaymakli     |
| 2010      | Gönyeli            | 3-1            | Bostancı Bağcıl SK |
| 2011      | Çetinkaya Türk     | 3-0            | Lefke              |
| 2012      | Doğan Türk Birliği | 2-2 (4-2 pen.) | Küçük Kaymakli     |
| 2013      | Yenicami Ağdelen   | 2-0            | Magusa Türk Gücü   |

### Kıbrıs Kupası
| Temporada | Campeón          | Resultado      | Finalista                  |
| --------- | ---------------- | -------------- | -------------------------- |
| 2014      | Lefke            | 3-1            | Yenicami Ağdelen           |
| 2015      | Yenicami Ağdelen | 4-2            | Mormenekse Gençler Birligi |
| 2016      | Küçük Kaymakli   | 2-2 (4-3 pen.) | Yenicami Ağdelen           |
| 2017      | Türk Ocagi       | 1-0            | Yalova TSK                 |
| 2018      | Cihangir GSK     | 3-1            | Mağusa Türk Gücü           |
| 2019      | Mağusa Türk Gücü | 2-1            | Yenicami                   |
| 2020      | Yenicami         | 2-1            | Mağusa Türk Gücü           |
| 2021      | NO DISPUTADA     | -              | TBA                        |
| 2022      | Mağusa Türk Gücü | -              | Doğan TB                   |

## Títulos por club
| Club                     | Campeón | Años campeón                                                                                         |
| ------------------------ | ------- | --- |
| Çetinkaya Türk           | 17      | 1956, 1957, 1958, 1959, 1960, 1963, 1969, 1970, 1976, 1991, 1992, 1993, 1996, 1999, 2001, 2006, 2011 |
| Gönyeli Türk Spor Kulübü | 8       | 1971, 1985, 1995, 1998, 2000, 2008, 2009, 2010                                                       |
| Yenicami Ağdelen         | 7       | 1962, 1973, 1974, 1989, 2003, 2013, 2015                                                             |
| Küçük Kaymakli           | 7       | 1980, 1986, 1988, 1997, 2002, 2004, 2016                                                             |
| Magusa Türk Gücü         | 5       | 1961, 1977, 1979, 1983, 1987                                                                         |
| Türk Ocagi Limasol       | 5       | 1982, 1984, 1990, 2007, 2017                                                                         |
| Doğan Türk Birliği       | 2       | 1978, 2012                                                                                           |
| Lefke                    | 2       | 1972, 2014                                                                                           |
| Gençlik Gücü             | 1       | 1981                                                                                                 |
| Yalova TSK               | 1       | 1994                                                                                                 |
| Binatli Yılmaz           | 1       | 2005                                                                                                 |